# Дживс и Вустер (телесериал)
«Дживс и Ву́стер» (англ. «Jeeves and Wooster») — британский комедийный телесериал, снятый по мотивам романов П. Г. Вудхауза о молодом английском аристократе Бертраме (Берти) Вустере и его камердинере Реджинальде Дживсе. Сериал получил 2 приза «BAFTA TV Award»: в 1992 году за лучший дизайн и в 1993 за лучшую графику.

## Сюжет

Хью Лори (слева) в роли Вустера и Стивен Фрай (справа) в роли Дживса.

Сериал снят по мотивам цикла рассказов и романов П. Г. Вудхауза о молодом британском аристократе Берти Вустере и его находчивом камердинере Дживсе. Действия в телесериале разворачиваются в основном в Лондоне, его пригородах, и в Нью-Йорке в конце 1920-х годов. Берти Вустер — это молодой бездельник из «высшего общества», выпускник Итона, не блещущий умом, но добродушный молодой человек, истинный благородный джентльмен.
Берти и его друзья на каждом шагу ввязываются в дурацкие авантюры. Представители старшего поколения аристократии не отстают от молодёжи в умении влипнуть в идиотскую ситуацию. За решение их проблем, по своей воле или под принуждением, берется Вустер, но его гениальные комбинации только окончательно всё запутывают. И только невозмутимый, эрудированный и изобретательный Дживс способен спасти своего хозяина.

## В главных ролях
В течение сериала актёрский состав несколько раз менялся, некоторые актёры (например, Франческа Фолан и Ричард Брейн) исполнили по несколько ролей. Помимо Стивена Фрая и Хью Лори в съёмках всех четырёх сезонов участвовали Роберт Доус, Джон Тёрнер и Джон Вуднатт.
- Стивен Фрай — Ре́джинальд (Реджи) Дживс
- Хью Лори — Бертрам Уилберфорс (Берти) Вустер
- Мэри Уимбуш (1—3 сезон), Элизабет Сприггс (4 сезон) — тётушка Агата Грегсон
- Франческа Фолан (1 сезон), Диана Блэкбёрн (2 сезон), Элизабет Мортон (3—4 сезон) — Мадлен Бассет
- Джон Вуднатт — сэр Уоткин Бассет, мировой судья в отставке
- Шарлотта Аттенборо (2, 4 сезон), Аманда Харрис (3 сезон) — Стефани (Стиффи) Бинг
- Фиона Гиллис (3 сезон), Франческа Фолан (4 сезон) — леди Флоренс Крей
- Бренда Брюс (1 сезон), Вивиан Пиклз (2 сезон), Патрисия Лоуренс (3 сезон), Джин Хейвуд (4 сезон) — тётушка Дэлия Трэверс
- Ричард Гарнет (1—2 сезон), Ричард Брейн (3—4 сезон) — Огастас (Гасси) Финк-Нотл, специалист по тритонам
- Элизабет Кеттл (1—2, 4 сезон) — Гонория Глоссоп
- Роджер Брирли (1—2 сезон), Филип Лок (4 сезон) — сэр Родерик Глоссоп, знаменитый психиатр
- Роберт Доус — Хильдебранд (Таппи) Глоссоп
- Джон Тёрнер (1—4 сезон) — сэр Родерик Споуд, лорд Сидкап, диктатор-любитель и дизайнер женского белья
- Кэмбелл Моррисон (2 сезон), Стюарт Харвуд (3 сезон), Сидни Ливингстон (4 сезон) — констебль Юстас Оутс
- Майкл Сиберри (1—2 сезон), Пип Торренс (3—4 сезон) — Ричард (Бинго) Литтл
- Саймон Тревис — викарий Гарольд Пинкер («Вонючка Пинкер»)
- Анастасия Хилл (4 сезон) — Рози М. Бэнгс
- Ральф Майкл (1, 4 сезон) — Том Трэверс
- Розалин Найт (3 сезон) — леди Дафна Уинворд
- Адам Блеквуд (1 сезон), Мартин Клунз (2 сезон) — Барми Фотерингей-Фиппс
- Джейн Даунс (1, 2 сезон) — леди Глоссоп
- Фрэд Эванс (2, 4 сезон) — Бринкли
- Ричард Брейн (1 сезон) — Руперт Стегглз

## Саундтрек
В 1992 году под лейблом компании EMI вышел саундтрек к сериалу под названием «The World of Jeeves and Wooster», в записи которого участвовала группа «The Dover Street Jazzomaniacs» и вокальное трио «The Courteous Cousins». В альбом вошли инструментальные композиции, написанные обладательницей «Оскара» Энн Дадли специально для сериала, несколько танцевальных мелодий и песни «Лентяйка Минни» («Minnie The Moocher») и «Нагасаки» (англ. Nagasaki), в исполнении Хью Лори и Стивена Фрая, но не были включены такие песни как «Мой малыш» (англ. Sonny Boy), «Испанка» (англ. Lady of Spain) и «47 рыжих моряков» (англ. 47 Ginger Headed Sailors) и многие другие, прозвучавшие в сериале в исполнении различных актёров.
На диске также можно услышать диалоги, написанные сценаристом сериала Клайвом Экстоном.

### Список композиций
1. Jeeves And Wooster (Дадли) — 1:13
2. Jeeves And Wooster Say What Ho! (Экстон) — 1:03
3. The Blue Room The Delightful Song Foxtrot (Роджерс/Харт) — 3:08
4. Meanwhile in Berkley Square (Дадли) — 2:07
5. Barmy’s Choice (Диксон/Уоррен/Экстон) — 1:39
6. Nagasaki (Диксон/Уоррен) — 2:56
7. The Amateur Dictator (Suite For Spode) (Дадли) — 4:32
8. Because My Baby Don’t Mean Maybe Now The Popular One Step (Дональдсон) — 3:28
9. Midnight In Mayfair (Дадли) — 2:48
10. Minnie The Moocher Is Alive And Well And Living In Berkley Square (Кэллоуэй/Экстон) — 2:30
11. Minnie The Moocher (The Comedy Concoction!) (Кэллоуэй) — 3:23
12. A Weekend In The Country (Дадли) — 3:52
13. Changes (A vocal harmony jaunt) (Дональдсон) — 2:54
14. Fire! (Дадли) — 1:43
15. If I Had A Talking Picture Of You (ДиСильва/Браун/Хендерсон) — 2:45
16. Jeeves And Wooster Say Tinkerty Tonk! (Экстон) — 0:29
17. The Daily Grind (Дадли) — 2:10

## Список серий

### Сезон 1 (1990)
Режиссёр Роберт Янг.
| № серии | Дата           | Название                                                                                               | Адаптация |
| --- | -------------- | --- | --- |
| 1 (1x01) | 22 апреля 1990 | «In Court After the Boat Race» «Jeeves' Arrival» «Jeeves Takes Charge» (рус. «Знакомство»)             | - «Jeeves Takes Charge» («Carry on, Jeeves») - «The Pride of the Woosters is Wounded» («The Inimitable Jeeves») - «Introducing Claude and Eustace» («The Inimitable Jeeves») - «Sir Roderick Comes to Lunch» («The Inimitable Jeeves») - «The Hero’s Reward» («The Inimitable Jeeves») |
| Тётушка Агата намерена женить Берти Вустера на энергичной и бесцеремонной Гонории Глоссоп. Чтобы избежать этого счастья, Берти пытается наладить отношения между Гонорией и своим другом Бинго Литтлом. |                | | |
| |                | | |
| 2 (1x02) | 29 апреля 1990 | «Bertie is in Love» «Golf Tournament» «Tuppy and the Terrier» (рус. «Турнир по гольфу»)                | - «Jeeves & The Yuletide Spirit» («Very Good, Jeeves») - «Episode of the Dog Macintosh» («Very Good, Jeeves») - «Jeeves and the Song of Songs» («Very Good, Jeeves») |
| Вустер хочет жениться на Бобби Уигхэм, но она создаёт так много проблем, что Берти отказывается от этой идеи. По просьбе тети Делии Дживс разрушает вероятные отношения Таппи с певичкой, и Таппи возвращается к Анджеле, дочери тёти Делии и кузине Вустера. |                | | |
| |                | | |
| 3 (1x03) | 6 мая 1990     | «The Village Sports Day at Twing» «The Gambling Event» «The Purity of the Turf» (рус. «Азартные игры») | - «Indian Summer of an Uncle» («Very Good, Jeeves») - «The Purity of the Turf» («Inimitable Jeeves») |
| Брат тёти Агаты, Джордж Вустер, немолодой лорд Яксли, хочет жениться на официантке, но потом из-за действий Дживса переключается на бывшую барменшу, свою старую любовь. Вустер и Дживс едут на сельский праздник, на котором проигрывают (во многом из-за махинаций одного из организаторов) во всех пари, кроме одного.                                                                |                | | |
| |                | | |
| 4 (1x04) | 13 мая 1990    | «How Does Gussie Woo Madeline?» «The Hunger Strike» (рус. «Диета Вустеров»)                            | - «Right Ho, Jeeves» |
| Гасси Финк-Ноттл влюбляется в Мадлен Бассет, и Вустер пытается помочь другу добиться взаимности. Тетя Делия требует, чтобы Вустер приехал к ней для вручения наград в классической гимназии. Параллельно Берти пытается наладить отношения кузины Анджелы и Таппи. Изобретенная Вустером для этого уловка не достигает цели, зато тётя Делия теряет своего великолепного повара Анатоля. |                | | |
| |                | | |
| 5 (1x05) | 13 мая 1990    | «Will Anatole Return to Brinkley Court?» «The Matchmaker» «Brinkley Manor» (рус. «Под дождём»)         | - «Right Ho, Jeeves» |
| Анатоль усилиями Дживса возвращается. Вустер вновь пытается наладить отношения Гасси с Мадлен и Таппи с Анджелой. Гасси вручает награды в гимназии; Вустер тайком подпаивает робкого Гасси «для храбрости», и церемония превращается в скандал. В итоге Дживсу удаётся всех примирить, но для этого Вустеру приходится проехать под дождём ночью на велосипеде 18 миль.                  |                | | |
| |                | | |

### Сезон 2 (1991)
Режиссёр Саймон Лэнгтон.
| № серии | Дата           | Название                                                                            | Адаптация |
| --- | -------------- | ----------------------------------------------------------------------------------- | --- |
| 6 (2x01) | 4 апреля 1991  | «The Silver Jug» «Jeeves Saves the Cow Creamer» (рус. «Серебряный молочник »)       | - «The Code of the Woosters» |
| По требованию тети Делии Вустер пытается украсть у сэра Уоткина Бассета серебряный молочник в форме коровы. Того же от Вустера хотят Стиффи Бинг и его старый знакомый Гарольд Стинкер-Пинкер. Отношения Гасси и Мадлен терпят разрыв за разрывом, и Мадлен каждый раз переключает внимание на Вустера, чего тот страшно боится. Особые проблемы создаёт диктатор-любитель и фашист Родерик Споуд, устранить которого удаётся только благодаря особому приему Дживса. |                |                                                                                     | |
| |                |                                                                                     | |
| 7 (2x02) | 21 апреля 1991 | «The Bassetts' Fancy Dress Ball» «A Plan for Gussie» (рус. «Записная книжка Гасси») | - «The Code of the Woosters» |
| Гасси в расстройстве приходит к Вустеру, чтобы обратиться к Дживсу за советом. Благодаря совету Дживса Гасси меняется, но ненадолго, а кроме того из-за очередной его глупости его союз с Мадлен снова расстраивается. Стиффи требует от Гарольда, чтобы тот украл шлем полицейского, и сначала Гарольд против, но потом он все же делает это. А Стиффи потом подбрасывает этот шлем Вустеру, из-за чего его арестовывают. |                |                                                                                     | |
| |                |                                                                                     | |
| 8 (2x03) | 28 апреля 1991 | «The Con» «Pearls Mean Tears» (рус. «Жемчужное ожерелье»)                           | - «Aunt Agatha Speaks Her Mind» («Inimitable Jeeves») - «Pearls Mean Tears» («Inimitable Jeeves») - «The Rummy Affair of Old Biffy» («Carry on, Jeeves») |
| Вустер и Дживс едут в поезде на взморье, куда их вызвала тётя Агата, нашедшая там очень хорошую девушку, желая, чтобы Вустер на ней женился, однако всё складывается совсем не так. Там же на море Берти встречается со своим другом Биффи Биффеном, который страдает из-за потери девушки, а вскоре становится женихом Гонории Глоссоп и просит Вустера помочь отменить свадьбу. Дживс отказывается помогать, и Берти вынужден действовать сам, но ничего не получается. Однако из-за дополнительных открывшихся обстоятельств Дживс оказывает всё-таки помощь, которая становится даже более ценной, чем можно было ожидать. |                |                                                                                     | |
| |                |                                                                                     | |
| 9 (2x04) | 5 мая 1991     | «Chuffy» «Jeeves in the Country» (рус. «Тромбон»)                                   | - «Thank you, Jeeves» |
| Вустер пытается играть на тромбоне, за что от него требуют или прекратить это, или съехать с квартиры. Берти решает переехать в деревню, а Дживс подает в отставку; новым слугой становится Бринкли. Чаффи Чаффнел предлагает Берти коттедж, а сам в это время нанимает Дживса. Проблема Чаффи — устройство отношений с Полин Стокер, в чём ему пытаются помогать сначала Вустер (что приводит к большому скандалу), а потом Дживс. В итоге Чаффи спасает Полин из горящего коттеджа Вустера, а самому Берти дает в глаз. |                |                                                                                     | |
| |                |                                                                                     | |
| 10 (2x05) | 12 мая 1991    | «The Mysterious Stranger» «Kidnapped!» (рус. «С чёрными лицами»)                    | - «Thank you, Jeeves» |
| Вустер пытается стать председателем обеденного комитета клуба «Дроунз», в чём ему отказывают из-за его криминального прошлого. Многие члены клуба организуют оркестр, чтобы сыграть на серебряной свадьбе тёти Барми. Вустер сопровождает Полин Стокер к Чаффи из-за того, что Полин преследует странный тип с бородой. Из-за этого и новой ссоры между Чаффи и Стокером Вустеру вновь грозит свадьба с Полин. Только Дживсу удаётся все удалить, правда, довольно необычными и весьма жёсткими мерами, из-за чего Вустер, Стокер и оркестр клуба, а также Родерик Глоссоп оказываются арестованными.                          |                |                                                                                     | |
| |                |                                                                                     | |
| 11 (2x06) | 19 мая 1991    | «Wooster with a Wife» «Jeeves the Matchmaker» (рус. «Ребёнок!»)                     | - «Bertie Changes his Mind» («Carry on, Jeeves») - «Jeeves and the Kid Clementina» («Very Good, Jeeves») - «The Ordeal of Young Tuppy» («Very Good, Jeeves») - «Jeeves Exerts the Old Cerebellum» («Inimitable Jeeves») - «No Wedding Bells for Bingo» («Inimitable Jeeves») |
| Вустеру надоел размеренный образ жизни, и он думает завести ребёнка. Но так как для этого нужно сначала жениться, он вновь пытается завоевать симпатию Бобби Уигхэм, а она подсовывает ему свою младшую сестру, из-за которой создаётся масса неприятностей. Таппи ради одной девушки, любящей охоту, просит Вустера добыть ему спаниеля и играет в подобие регби. Бинго хочет жениться на официантке, и по совету Дживса пытается читать содержащему его дяде книги соответствующего содержания, что приводит к тому, что дядя сам решает жениться на своей кухарке.                                                          |                |                                                                                     | |
| |                |                                                                                     | |

### Сезон 3 (1992)
Режиссёр Фердинанд Фейрфакс.
| № серии | Дата           | Название                                                                                            | Адаптация |
| --- | -------------- | --------------------------------------------------------------------------------------------------- | --- |
| 12 (3x01) | 29 марта 1992  | «Safety in New York» «Bertie Sets Sail» (рус. «В Америку!»)                                         | - «Jeeves and the Unbidden Guest» («Carry on, Jeeves») |
| Вустер и Дживс садятся на теплоход в Америку. В компанию Вустеру навязывают Уилмута Першера, который в отсутствие матери ведет себя просто кошмарно, и в итоге Дживс сдает его в полицию. На судне они встречаются с Таппи, который едет в Америку покупать автомобили у Стокера. В Нью-Йорке Вустер ещё пересекается со старым приятелем, поэтом Рокки Тоддом. Таппи вынужденно выписывает Стокеру чек на астрономическую сумму, но его «спасает» дружба с Вустером. |                | | |
| |                | | |
| 13 (3x02) | 5 апреля 1992  | «Bertie Ensures Bicky Can Continue To Live in Manhattan» «The Full House» (рус. «Дом, полная чаша») | - «Jeeves and the Hard-Boiled Egg» («Carry on, Jeeves») - «The Aunt and the Sluggard» («Carry on, Jeeves»)                                                                          |
| Поэт Рокки Тодд просит Вустера помочь в ситуации с его тётей, которая очень хочет побывать в Нью-Йорке, но не может по состоянию здоровья. Ещё Вустер решает проблемы Бикки Биккерстеда, которого отец услал в Америку на ранчо. В итоге к Рокки приезжает тетя, а к Бикки отец, и все останавливаются в квартире Вустера, причем не знают друг о друге. Это приводит к многочисленным проблемам и казусам. |                | | |
| |                | | |
| 14 (3x03) | 12 апреля 1992 | «Cyril and the Broadway Musical» «Introduction on Broadway» (рус. «Знакомство на Бродвее»)          | - «The Artistic Career of Corky» («Carry on, Jeeves») - «A Letter of Introduction» («The Inimitable Jeeves») - «Startling Dressiness of a Lift Attendant» («The Inimitable Jeeves») |
| Тётя Агата отсылает в Нью-Йорк Сирила Бассингтона Бассингтона, чтобы Вустер за ним присмотрел, однако все складывается совсем не так, и Сирил становится актером в мюзикле друга Берти Джорджа Кэффина. Помимо этого Вустер и Дживс решают проблему отношений художника Коркорана и его подруги; но все тоже складывается не в его пользу. Но Дживсу удаётся и помочь Корки, и специфическим образом создать особую рекламу мюзиклу Джорджа. Однако разгневанная тётя Агата, прибывшая в Нью-Йорк, забирает Берти назад в Англию. |                | | |
| |                | | |
| 15 (3x04) | 19 апреля 1992 | «Bertie Takes Gussie’s Place at Deverill Hall» «Right Ho! Jeeves» (рус. «Спасение Гасси»)           | - «The Mating Season» |
| Гасси и Мейделин собираются к крестной Мейделин, но в последний момент она заявляет, что ей срочно нужно к подруге. Тётя Вустера Агата хочет женить его на дочери того семейства (Гертруде), куда едет Гасси, однако у неё уже есть жених, приятель Вустера. Но все складывается так, что Берти вынужден поехать под видом Гасси, а вскоре Дживс привозит туда же Гасси, которому приходится назваться именем Берти. Гасси (под видом Берти) увлекается Гертрудой и хочет разорвать отношения с Мейделин. Вустер пытается перехватить письмо Гасси о разрыве, но попадает в полицию. Обман Берти и Гасси раскрывается, но благодаря Дживсу всё улаживается. |                | | |
| |                | | |
| 16 (3x05) | 26 апреля 1992 | «Sir Watkyn Bassett’s Memoirs» «Hot Off the Press» (рус. «Мемуары сэра Бассета»)                    | - «Jeeves Takes Charge» («Carry on, Jeeves») - «The Mating Season» |
| Берти обручен с леди Флоренс Крей, которая требует от него похитить рукопись мемуаров о долгой жизни сэра Уоткина Бассета (который приходится ей дядей). Того же хочет Мейделин, а также Родерик Споуд. Похищение удаётся с трудом и не с первого раза. Стинкер Пинкер решает выступить на деревенском концерте, чтобы привлечь внимание Стиффи, с которой у него вновь разладились отношения. А история с рукописью развивается так, что Флоренс разрывает помолвку с Вустером. |                | | |
| |                | | |
| 17 (3x06) | 3 мая 1992     | «Aunt Dahlia, Cornelia and Madeline» «Comrade Bingo» (рус. «Товарищ Бинго»)                         | - «Comrade Bingo» («The Inimitable Jeeves») - «Jeeves Makes an Omelette» («A Few Quick Ones»)                                                                                       |
| Вустер пытается помочь Бинго с его новой любовью, дочерью английского коммуниста. А тётя Делия требует, чтобы Берти приехал к её знакомой, украл там картину и этим поспособствовал решению проблем тёти. Там же оказываются Мейделин и Родерик Споуд, ставший теперь лордом Сидкапом. В итоге отношения Бинго терпят крах, а Вустер крадёт не ту картину. |                | | |
| |                | | |

### Сезон 4 (1993)
Режиссёр Фердинанд Фейрфакс.
| № серии | Дата         | Название                                                                           | Адаптация |
| --- | ------------ | ---------------------------------------------------------------------------------- | --- |
| 18 (4x01) | 16 мая 1993  | «Return to New York» (рус. «Возвращение в Нью-Йорк»)                               | - «The Spot of Art» («Very Good, Jeeves») - «The Delayed Exit of Claude and Eustace» («The Inimitable Jeeves») - «Fixing It for Freddie» («Carry on, Jeeves») |
| Вустер и Дживс снова в Америке. Тётя Агата привозит им его племянников Вустера Клода и Юстаса, чтобы на следующий день они отправились в Южную Африку. Однако вместо этого они остаются в Америке и вдвоём приударяют за одной девушкой, быстро ей надоедая. Таппи пытается заключить контракт на производство лукового супа с пищевым магнатом, а также выстроить отношения с одной девушкой (что у него почти не получается). Сам Вустер увлекается художницей, но это быстро проходит. Помирить Таппи и его подругу он и Дживс пытаются при помощи ребёнка. А тётя Агата становится лицом рекламы лукового супа. |              |                                                                                    | |
| |              |                                                                                    | |
| 19 (4x02) | 23 мая 1993  | «Lady Florence Craye Arrives in New York» «The Once and Future Ex» (рус. «Женихи») | - «Joy in the Morning» |
| Два магната — Клем и Лорд Уорполздон — пытаются договориться о купле-продаже компании, для чего нужна личная встреча, которая все время срывается журналистами. Вустер и Дживс пытаются оказывать помощь. Леди Флоренс Крей разрывает отношения с приятелем Вустера Стильтоном Чизрайтом и снова угрожает Берти браком. Кроме того, Вустер вынужден помогать Джорджу Кэффину в его отношениях с племянницей Лорда Уорполздона. Всё решается на костюмированом маскараде в честь 4 июля, когда участники действия забираются на шпиль недавно построенного Эмпайр-стейт-билдинг.                                     |              |                                                                                    | |
| |              |                                                                                    | |
| 20 (4x03) | 30 мая 1993  | «Honoria Glossop Turns Up» «Bridegroom Wanted!» (рус. «Робинзоны»)                 | - «Jeeves and the Greasy Bird» («Plum Pie») - «Bingo and the Little Woman» («The Inimitable Jeeves») и некоторые собственные идеи сценариста Клайва Экстона   |
| Берти очень нравится жизнь в Америке, и он думает, не остаться ли там навсегда. Но он пересекается с Бинго Литтлом и Гонорией Глоссоп. Гонория снова угрожает Берти браком, а девушка (а потом и жена) Бинго — судебным преследованием за присвоение имени. Кроме того, Вустер становится жертвой шантажистов (действующих очень изощрённо), и единственным спасением становится бегство. |              |                                                                                    | |
| |              |                                                                                    | |
| 21 (4x04) | 6 июня 1993  | «Arrested in a Night Club» «The Delayed Arrival» (рус. «Запоздалое прибытие»)      | - «Jeeves and the Feudal Spirit» |
| Берти, в отсутствие Дживса, отрастил усы. Тётя Делия заложила своё жемчужное ожерелье, чтобы получить денег для журнала, а дядя Том как раз вызвал оценщика, чтобы проверить ожерелье. Берти ведёт Флоренс Крей в ночной клуб, который подвергается облаве полиции. Стильтон Чизрайт угрожает сломать Вустеру шею, а также по требованию Флоренс начинает отращивать усы. Тётя Делия пытается для выкупа ожерелья получить деньги от Троттеров, которым она планирует продать свой журнал. А Дживс переодевается американской журналисткой.                                                                         |              |                                                                                    | |
| |              |                                                                                    | |
| 22 (4x05) | 13 июня 1993 | «Totleigh Towers» «Trouble at Totleigh Towers» (рус. «Проблемы в Тотли-Тауэр»)     | - «Stiff Upper Lip, Jeeves» |
| Отношения Гасси и Мейделин снова под вопросом. Стиффи требует, чтобы Берти приехал в Тотли и вернул прежнему хозяину тотем Африканского племени. В итоге тотем достается вождю африканского племени, которых, правда, оказывается сразу двое. Гасси разрывает отношения с Мейделин, и она хочет выйти замуж за Вустера, но в итоге становится невестой Родерика Споуда. |              |                                                                                    | |
| |              |                                                                                    | |
| 23 (4x06) | 20 июня 1993 | «The Ex’s Are Nearly Married Off» «The Ties That Bind» (рус. «Крепкие узы»)        | - «Much Obliged, Jeeves» и некоторые собственные идеи сценариста Клайва Экстона                                                                               |
| Из-за многочисленных перипетий Берти оказывается одновременно обручён и с Флоренс Крей и с Мадлен Бассет. Из клуба слуг джентльменов «Юный Ганимед» похищена секретная книга, в которую члены клуба записывают подробности из жизни своих господ. С ее помощью можно разрушить репутацию любого джентльмена. Задача Дживса и Вустера — вернуть книгу, что позволит им не только избежать многих проблем, но и кое-чего добиться. А вдобавок в Тотли засорилась вся канализация, и прочистить её берется Таппи на специальной машине «Пламбо-Джамбо».                                                                |              |                                                                                    | |
| |              |                                                                                    | |

## Критика
Большое восхищение критиков вызвала работа сценариста Клайва Экстона, который сумел вложить прозу Вудхауза в рамки телесериала, зачастую строя сюжет одной серии на 2—3 произведениях, что очень сложно сделать органично.
Наиболее удачными считаются серии, снятые режиссёром Фердинандом Ферфаксом, особенно 3.6, 4.1 и 4.5. Критики отмечали отличный подбор актёров в 3 и 4 сезоне. Особенно большое впечатление на критиков произвёл актёр Джон Тёрнер, игравший роль Родерика Споуда.
Некоторые критики сочли, что Стивен Фрай слишком молод для исполнения роли Дживса (на момент выхода первого сезона актеру было 32 года). Дживс традиционно ассоциируется с человеком более старшего возраста. Однако, подобное восприятие Дживса является, в значительной степени, стереотипным, навеянным его мудростью и опытом, которые обычно связывают с пожилым возрастом. У Вудхауза нет никаких указаний на возраст Дживса. Однако у него есть описание внешности камердинера, как «высокого и темноволосого», «моложавого», с «приятными чертами лица» и так далее, что полностью соответствует внешности Фрая. К тому же Дживс холост и изредка встречается с девушками, у которых пользуется популярностью, что тоже можно расценивать как намёк на молодой возраст. После выхода сериала актёр стал общепризнанным воплощением Дживса, и в современных театральных постановках Вудхауза актёры, исполняющие роль Дживса, подбираются скорее в соответствии с образом Фрая, нежели в соответствии с предшествовавшим сериалу представлением о внешности персонажа.